# Diana Gansky
Diana Gansky (z domu Sachse, ur. 14 grudnia 1963  w Bergen auf Rügen) – niemiecka lekkoatletka, dyskobolka, podczas kariery reprezentująca NRD.

## Sukcesy
- złoto mistrzostw Europy juniorów w lekkoatletyce (Utrecht 1981)
- złoty medal Mistrzostw Europy w Lekkoatletyce (Stuttgart 1986)
- srebro na Mistrzostwach Świata w Lekkoatletyce (Rzym 1987)
- srebrny medal podczas Igrzysk olimpijskich (Seul 1988)

Wyniki uzyskiwane przez Gansky dwukrotnie otwierały listy światowe (1986 & 1987).

## Rekordy życiowe
- Rzut dyskiem - 74.08 (1987) 4. rezultat w historii światowej lekkoatletyki